# 千葉県道219号浜野停車場線
千葉県道219号浜野停車場線（ちばけんどう219ごう はまのていしゃじょうせん）は、千葉県千葉市中央区を走る一般県道。

## 概要
- 起点：千葉市中央区村田町（内房線浜野駅）
- 終点：千葉市中央区浜野町（浜野交差点、千葉県道66号浜野四街道長沼線交点）

## 通過する自治体
- 千葉市中央区

## 交差・接続する道路
- 千葉県道14号千葉茂原線 - 千葉市中央区浜野町（浜野駅西側入口交差点）
- 千葉県道66号浜野四街道長沼線 - 千葉市中央区浜野町（浜野交差点、終点）